# Mazda RX-3

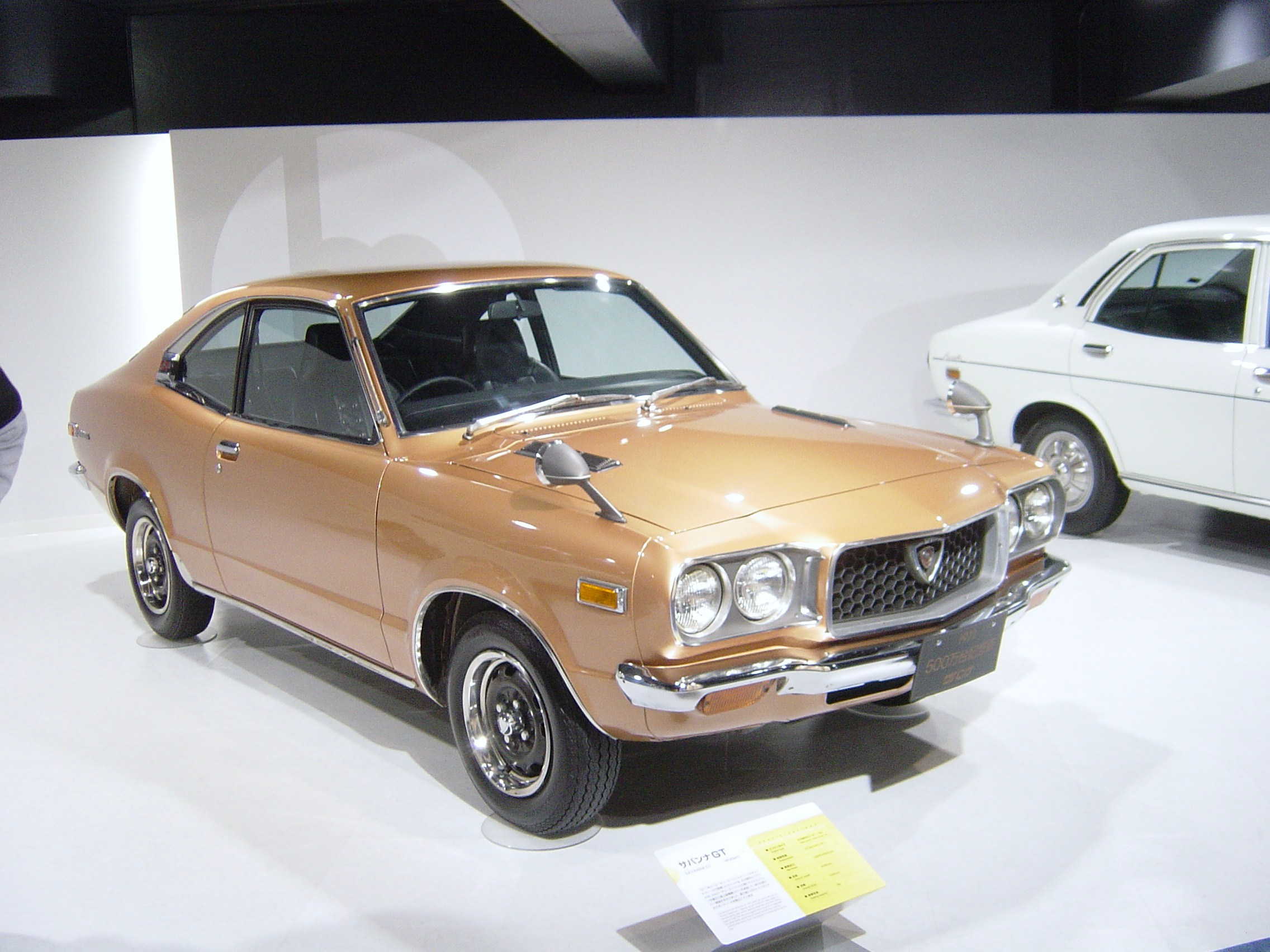
Mazda RX-3

Der Mazda RX-3 ist ein von 1972 bis 1978 gebautes Mittelklassemodell des japanischen Automobilherstellers Mazda mit Zweischeiben-Wankelmotor von 491 oder 573 cm³ Kammervolumen.
Angeboten wurden eine viertürige Limousine, ein zweitüriges Coupé und ein fünftüriger Kombi.
Der RX-3 war eine Ausstattungs- und Motorisierungsvariante des Mazda 818. In Japan wurde das Modell unter dem Namen Mazda Savanna verkauft.

Sein Nachfolger war der Mazda RX-7.

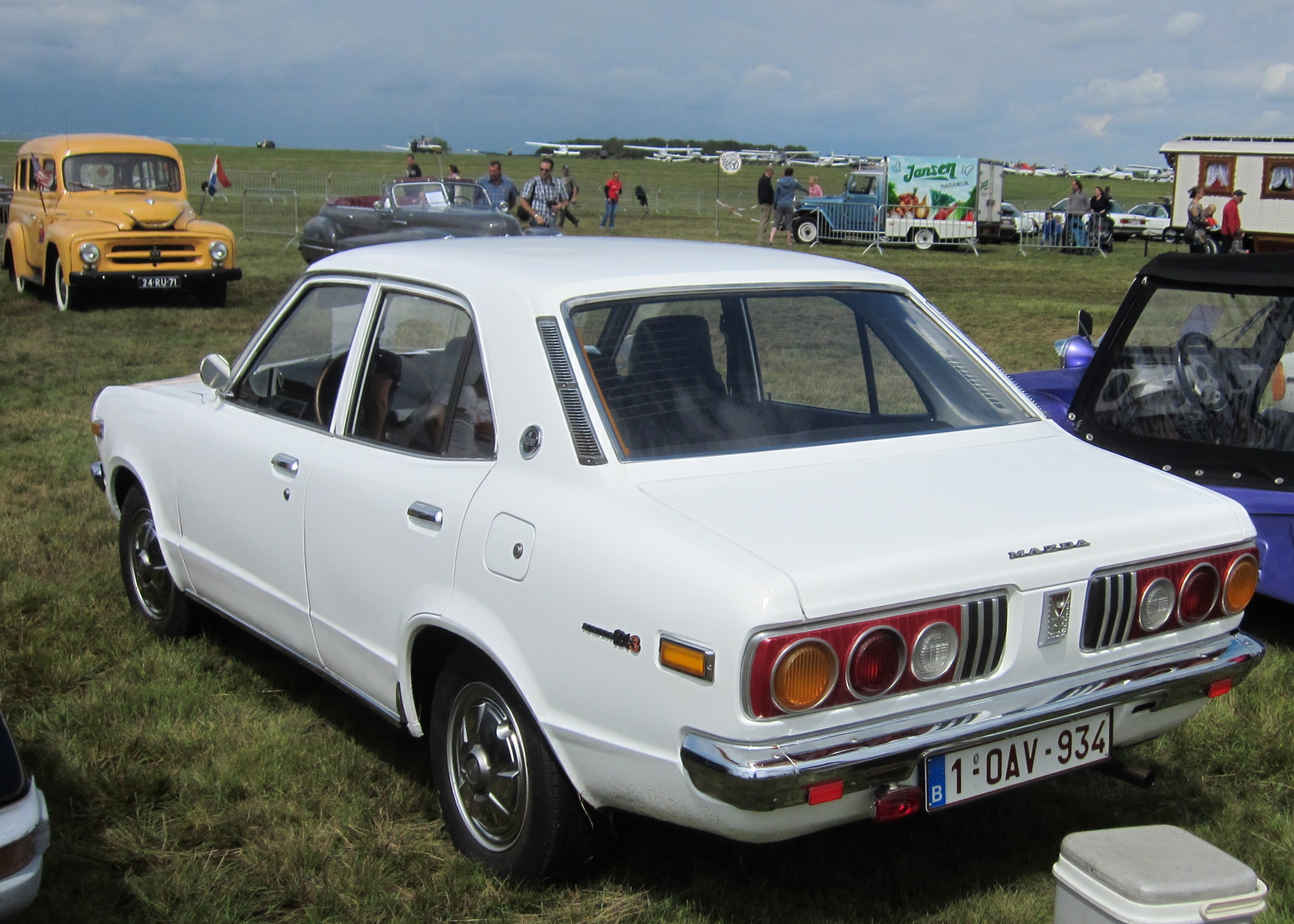
Heckansicht Limousine
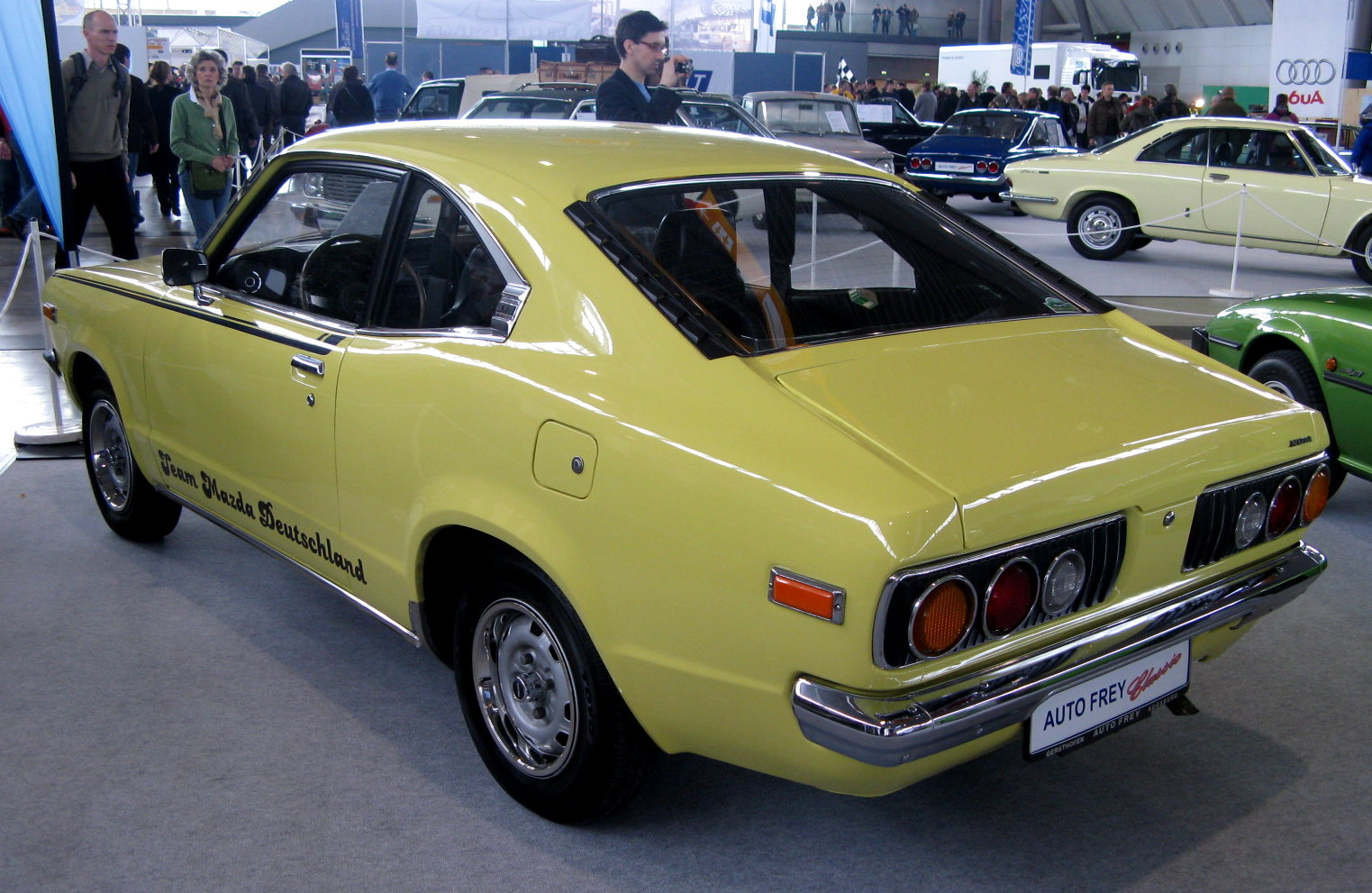
Heckansicht Coupé

| Mazda                                  | RX-3/982                                                    | RX-3/1148                                                   |
| -------------------------------------- | ----------------------------------------------------------- | ----------------------------------------------------------- |
| Motor:                                 | Zweischeiben-Kreiskolbenmotor (Lizenz Wankel), Leichtmetall | Zweischeiben-Kreiskolbenmotor (Lizenz Wankel), Leichtmetall |
| Kammervolumen:                         | 491 cm³                                                     | 574 cm³                                                     |
| Leistung bei 1/min:                    | 81 kW (110 SAE-PS) bei 7000                                 | 95 kW (130 SAE-PS) bei 7000                                 |
| Max. Drehmoment bei 1/min:             | 135 Nm bei 4000                                             | 157 Nm bei 4000                                             |
| Verdichtung:                           | 9,4:1                                                       | 9,4:1                                                       |
| Gemischaufbereitung:                   | 1 Fallstrom-Vierfachvergaser Stromberg                      | 1 Fallstrom-Vierfachvergaser Stromberg                      |
| Kühlung:                               | Wasserkühlung                                               | Wasserkühlung                                               |
| Getriebe:                              | 4-Gang-Getriebe Hinterradantrieb                            | 4-Gang-Getriebe Hinterradantrieb                            |
| Radaufhängung vorn:                    | MacPherson-Federbeine, Querlenker, Stabilisator             | MacPherson-Federbeine, Querlenker, Stabilisator             |
| Radaufhängung hinten:                  | Starrachse, halbelliptische Blattfedern                     | Starrachse, halbelliptische Blattfedern                     |
| Bremsen:                               | Scheibenbremsen vorne, Trommelbremsen hinten, Servo         | Scheibenbremsen vorne, Trommelbremsen hinten, Servo         |
| Lenkung:                               | Kugelumlauflenkung                                          | Kugelumlauflenkung                                          |
| Karosserie:                            | Stahlblech, selbsttragend                                   | Stahlblech, selbsttragend                                   |
| Spurweite vorn/hinten:                 | 1295/1295 mm                                                | 1295/1295 mm                                                |
| Radstand:                              | 2310 mm                                                     | 2310 mm                                                     |
| Abmessungen:                           | 4065 × 1595 × 1350–1375 mm                                  | 4065 × 1595 × 1350–1375 mm                                  |
| Leergewicht:                           | 850–895 kg                                                  | 850–895 kg                                                  |
| Höchstgeschwindigkeit (Werk):          | 175–180 km/h                                                | 185–190 km/h                                                |
| 0–100 km/h:                            | n. a.                                                       | n. a.                                                       |
| Verbrauch (Liter/100 Kilometer, Werk): | 11,5 Normal                                                 | 11,5 Normal                                                 |
| Preis: DM SFr                          | 12.625 (1974) 13.930–14.345 (1973)                          | 12.625 (1974) 13.930–14.345 (1973)                          |